# إريك ساندبرغ
إريك ساندبرغ (بالنرويجية البوكمول: Erik Tobias Sandberg)‏ هو لاعب كرة قدم نرويجي، ولد في 27 فبراير 2000 في النرويج. لعب مع نادي ليلستروم.

## وصلات خارجية
- إريك ساندبرغ على موقع اتحاد النرويج (النرويجية)
- إريك ساندبرغ على موقع قاعدة بيانات كرة القدم.إي يو (الإنجليزية)
- إريك ساندبرغ على موقع Soccerway.com (الإنجليزية)